# Duthiella wallichii
Duthiella wallichii är en bladmossart som beskrevs av C. Müller in Brotherus 1908. Duthiella wallichii ingår i släktet Duthiella och familjen Leskeaceae. Inga underarter finns listade i Catalogue of Life.